# Ford Pilot
Ford Pilot är en personbil, tillverkad av biltillverkaren Fords brittiska dotterbolag mellan 1947 och 1951.

## Ford Pilot
Ford of Britain hade under 1930-talet främst byggt mindre Eight- och Ten-modeller, men även stora bilar med amerikansk V8-motor med sidventiler. Ford Pilot från 1947 blev den sista av dessa V8-modeller. De första bilarna hade en liten 2,2-litersmotor, som även användes i Ford Vedette, men den ersattes snart av en 3,6-litersmotor. Hjulupphängningen med stela hjulaxlar upphängda i tvärliggande bladfjädrar kom från mellankrigsbilarna, men Pilot-modellen hade en brittiskritad kaross och rattväxel. Bilen hade även den typiskt brittiska kompromissen hydromekaniska bromsar, det vill säga hydrauliska bromsar på framhjulen kombinerat med mekaniska bromsar bak.